# Aseri
För andra betydelser, se Aseri (olika betydelser).
Aseri är en småköping i Estland.   Den ligger i Aseri kommun i landskapet Ida-Virumaa, i den nordöstra delen av landet, 120 km öster om huvudstaden Tallinn. Aseri ligger 35 meter över havet och antalet invånare är 1 831.

## Geografi
Terrängen runt Aseri är platt. Havet är nära Aseri åt nordost. Runt Aseri är det ganska glesbefolkat, med 28 invånare per kvadratkilometer. Närmaste större samhälle är Kiviõli, 12,3 km sydost om Aseri. 

### Klimat
Inlandsklimat råder i trakten. Årsmedeltemperaturen i trakten är 5 °C. Den varmaste månaden är augusti, då medeltemperaturen är 16 °C, och den kallaste är februari, med −3 °C.